# Juan José Enríquez Gómez
Juan José Enríquez Gómez (Madrid, 4 novembre 1950 – Murcia, 10 agosto 2015) è stato un calciatore e allenatore di calcio spagnolo, di ruolo difensore.

## Palmarès

### Club

#### Competizioni nazionali
- Coppa di Spagna: 2

Barcellona: 1978
Atlético Madrid: 1985

#### Competizioni internazionali
- Coppa delle Coppe: 1

Barcellona: 1979